# Maître Zacharius
Maître Zacharius est un téléfilm français réalisé par Pierre Bureau, d'après la nouvelle de Jules Verne Maître Zacharius ou l'Horloger qui avait perdu son âme et diffusé en 1973.

## Synopsis
Zacharius, le vieil horloger, sent sa fin venir lorsque toutes ses horloges, une à une, s'arrêtent. Par peur de la mort, il vend son âme au diable…

## Fiche technique
- Titre : Maître Zacharius
- Réalisation : Pierre Bureau
- Scénario : Marcel Brion, Pierre Bureau, d'après la nouvelle de Jules Verne
- Musique : Even de Tissot
- Chef opérateur : Jacques Duhamel
- Date de diffusion : 11 septembre 1973

## Distribution
- Pierre Vial : Maître Zacharius
- Jean-Pierre Sentier : l'étranger
- Madeleine Barbulée : Scholastique
- Jacques Roussillon : le bourgmestre
- François Tilly : Aubert
- Jany Gastaldi : Gérande
- Angelo Bardi : l'aubergiste
- Murray Gronwall : l'automate

## Réédition
Le film est dans le coffret Les Inédits fantastiques publié par l'INA en 2011.